# Citaredo

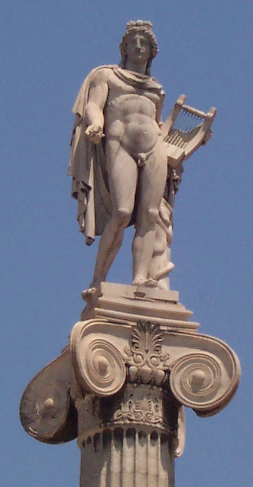
Apolo citaredo, monumento de la Universidad de Atenas

Un citaredo (en griego: κιθαρῳδός) o citarista, era el griego clásico que ejecutaba la cítara de manera profesional, también el compositor de obras. Se podía acompañar con la voz (o en su lugar, utilizando la lira), y acompañar a otros cantantes, o un coro. Entre los más famosos se puede mencionar a Terpandro y Arión.
El citaredo es un epíteto del dios Apolo (Apolo Citharede), patrón de los citaristas y de la música.